# 927 (číslo)
Devět set dvacet sedm je přirozené číslo. Římskými číslicemi se zapisuje CMXXVII a řeckými číslicemi ϡκζ´. Následuje po čísle devět set dvacet šest a předchází číslu devět set dvacet osm.

## Matematika
927 je:
- Deficientní číslo
- Složené číslo
- Nešťastné číslo

## Astronomie
- (927) Ratisbona je planetka hlavního pásu, kterou objevil v roce 1920 Max Wolf
- NGC 927 je spirální galaxie s příčkou v souhvězdí Berana

## Roky
- 927
- 927 př. n. l.